# バカーバ・ブイダー
バカーバ・ブイダー（Bakaava Buidaa、1946年5月20日 - ）は、モンゴルの柔道選手。階級は軽量級。身長172cm。

## 人物
1972年のミュンヘンオリンピック軽量級では3回戦で日本の川口孝夫に内股の技ありで敗れるが、敗者復活戦に勝って決勝まで進んだ。(ミュンヘンオリンピックまでは予選で一度敗れても決勝まで進むことが可能なシステムだった)。決勝では川口との再戦となるも開始早々の上四方固で敗れたが、一旦は銀メダルを獲得した。しかし、大会後のドーピング検査で禁止薬物のカフェインが検出されたために失格となってしまった。なお、順位の繰り上がりはなされなかったという。1976年のモントリオールオリンピック軽量級では3回戦で敗れた。

## 主な戦績
- 1972年 - ミュンヘンオリンピック 軽量級　2位(後に失格)
- 1976年 - ソ連国際　軽中量級　3位
- 1977年 - スパルタキアード国際大会　65kg級　3位